# Forget Paris
Olvídate de París es un filme estadounidense de 1995, escrito, producido, dirigido y protagonizado por Billy Crystal. Con Billy Crystal y Debra Winger en los papeles principales, junto a un extenso reparto.

## Sinopsis
Cuenta la historia de un árbitro de baloncesto y una empleada en una empresa de aviación, que tras un fortuito encuentro, entablan una relación con idas y vueltas que serán contadas por amigos en común.

## Reparto
- Billy Crystal ... Mickey Gordon
- Debra Winger ... Ellen Andrews Gordon
- Joe Mantegna ... Andy
- Cynthia Stevenson ... Liz
- Richard Masur ... Craig
- Julie Kavner ... Lucy
- William Hickey ... Arthur
- John Spencer ... Jack
- Tom Wright ... Tommy
- Cathy Moriarty ... Lois
- Johnny Williams ... Lou
- Robert Costanzo ... Camarero
- Dan Castellaneta ... Hombre probando un automóvil
- Craig T. Nelson ... Jeannin
- Jeremy Irons ... Seguin
- Alec Baldwin ... Hammer
- Jerry Goldsmith ... Shark
- Bill Farmer ... Lizard
- Jim Cummings ... Ebenezer Scrooge, Boromir, Tantor
- James Hong ... Jim Hawkins
- Corey Burton ... Long John Silver
- Christopher McDonald ... Zeus
- Scarlett Johansson ... Hera
- John Mahoney ... Hades
- John Cusack ... Police Officer Phoebus
- Harrison Ford ... Archdeacon
- Holland Taylor ... Nurse Esmeralda
- Steve Burns ... Doctor Claude Frollo
- Tom Kane ... Bilbo Baggins
- Phil Proctor ... Frodo Baggins
- Bob Bergen ... Legolas
- Brad Pitt ... Pirate Captain Gandalf
- Ben Affleck ... John Smith
- Bill Murray ... Lord Ratcliffe
- Roger Bumpass ... Robin Hood
- Pat Pinney ... Sheriff of Nottingham
- Ralph Fiennes ... Prince Charming
- Kenneth Mars ... Grand Duke
- Sherry Lynn ... Cinderella
- Jack Angel ... Jack Ryan
- Rob Paulsen ... Hernán Cortés
- Frank Welker ... Egyptian Cobra

## Comentarios
Es el segundo largometraje de Crystal como director.  Esta película es una gran deudora del cine de Woody Allen (en especial de Broadway Danny Rose), aunque Crystal, por momentos, tiene tanto miedo de la similitud que termina por subrayarla. Igualmente, hay momentos logrados (la paloma pegada al pelo de Debra Winger; o la relación entre Crystal y William Hickey) que cierran una película irregular, si se la compara con la ópera prima de Crystal El showman de los sábados (Mr. Saturday Nigth), pero aciertos parciales.

## Cameos de laNBA
En las escenas en las cuales Mickey está trabajando como árbitro, aparecen numerosos jugadores profesionales de básquetbol como cameos :
David Robinson, Charles Barkley, Dan Majerle, Kareem Abdul Jabbar, Isiah Thomas, Reggie Miller, Tim Hardaway, Patrick Ewing, John Starks, Chris Mullin, Spud Webb, Bill Laimbeer, Bill Walton, Kurt Rambis, Charles Oakley, Horace Grant, Dennis Rodman, Sean Elliott, Marques Johnson, Kevin Johnson y el entrenador Paul Westphal.
- Datos: Q1760597